# Odynerus schulzi
Odynerus schulzi är en stekelart som beskrevs av Edoardo Zavattari 1912.
Odynerus schulzi ingår i släktet lergetingar, och familjen Eumenidae. Inga underarter finns listade i Catalogue of Life.